# Дашков, Фёдор Фёдорович
Фёдор Фёдорович Дашков  (26 января 1924—1987) — советский футболист и тренер.

## Карьера
Начинал карьеру в харьковском «Локомотиве», провёл за клуб 20 матчей и забил 9 голов. Потом перешёл в «Динамо» (Киев) и с 1947 по 1951 год провёл за этот клуб 112 матчей и забил 27 голов, был капитаном команды в 1951 году. Потом вернулся на 2 года в «Локомотив».
Был форвардом таранного типа, но раскрыться ему помешало отсутствие хорошего плеймейкера.
По завершении карьеры игрока работал тренером.